# Саркостемма
Саркосте́мма (лат. Sarcostemma) (от греч. σάρξ «мясо, мякоть плода» и στέμμα «венец, венок, гирлянда») — род почти безлистных стеблевых суккулентных растений семейства Ластовневые (Asclepiadaceae). В прямом переводе на русский язык название означает «мясная гирлянда» или «мясо в гирлянде». Даже для суккулентного растения такое название можно считать не вполне традиционным. Скорее всего, это название связано с ассоциациями, которые вызывает внешний облик (габитус) этого растения. Некоторые виды (в частности, S. socotranum), выращиваемые как ампельное растение, напоминают если и не «гирлянду мяса», то довольно тонкую «связку сосисок».
Родиной этих растений первоначально являлась, видимо, Южная Африка. Однако, обладая очень значительной жизненной силой и прекрасными способностями к адаптации и распространению в новых условиях, постепенно они расселились по всей территории Африки от Эфиопии до Зимбабве, на Мадагаскаре, в Полинезии и даже Австралии.

## Ботаническое описание
Саркостеммы — это безлистные вьющиеся, ползающие или карабкающиеся многолетние растения с практически голыми стеблями, лишёнными колючек, волосков и листьев. Даже листовые рудименты выражены очень слабо и почти не заметны. Жизненная форма саркостеммы — это лианы, вьющиеся кустарнички или полукустарники, большинство видов имеет побеги, с годами постепенно древеснеющие в нижней части. Один вид (Sarcostemma stolonifera B.R.Adams & R.W.K.Holland) имеет побеги, внешне сильно отличающиеся от остальных видов. Его тонкие стебли (4-6 мм) уже не выглядят совершенно гладкими. На них отчётливо заметны сухие листовые рудименты, находящиеся в регулярных парах, а также многочисленные ждущие корешки, которые усеивают поверхность стеблей наподобие тонких бородавок. Такое отличие связано с тем, что побеги этого вида никогда не вьющиеся, но только ползающие и карабкающиеся.
В комнатной и оранжерейной культуре саркостеммы имеют стебли ярко-зелёного или сине-зелёного цвета, изредка (в жарких помещениях) с сизым поверхностным (антоциановым) налётом. На первый взгляд они напоминают свежую виноградную лозу с полностью удалёнными листьями. Однако, в природных условиях полупустыни или засушливой саванны, где очень мало тени и крупных растений, зелёный цвет для побегов практически не характерен. Саркостеммы в естественных условиях имеют серые, сизые, беловатые или даже коричневые стебли. Они стелются по земле, беспорядочно (дихотомически) ветвятся, укореняются в новых подходящих для жизни местах и постепенно уползают на значительное расстояние от материнского растения, при этом не теряя с ним связи. Новые клоны, цепляясь за любую опору или друг за друга, постепенно образуют плотные заросли из собственных стеблей. Часто в образовании зарослей участвует не одно растение, и даже не один вид саркостеммы. Так, довольно часты случаи совместного произрастания разноразмерных видов или видов саркостеммы с видами родственного рода Цинанхум (Cynanchum) L. (Ластовнёвые (Asclepiadaceae) R.Br.). Внешне такие растения выглядят как беспорядочные мусорные кучи или небрежно накиданный валежник из кривых и на первый взгляд сухих стеблей. Однако, это впечатление обманчиво. При любом повреждении эти «сухие стебли» обильно выделяют липкий млечный сок.
Самый крупный вид (Sarcostemma (Cynanchum) grandidieri, или Folotsia floribunda) со стеблями в палец толщиной может иметь побеги длиной до 2-5 метров, образуя (на Мадагаскаре) почти непролазные заросли. А самые мелкие виды имеют стебельки толщиной 3-4 мм, достигающие, тем не менее, до метра длины. При этом они обильно (дихотомически) ветвятся, и могут достигнуть вполне солидного размера. Чаще всего растения размножаются ползучими побегами, которые при благоприятных условиях укореняются в трещинах между скал или в дуплах деревьев, образуя отдельные эпифитные растения. Для этого даже существует такое особое приспособление, как «поисковый побег», который, как правило, образуется в начале периода роста (после периода стагнации). Растение «выкидывает» как можно дальше особо длинный (в два-пять раз отличающийся по длине от обычных побегов), не ветвящийся и сильно вьющийся на конце побег. Он в чистом виде представляет собой энергию распространения. Это как бы стрела, выпущенная растением в поиске нового места произрастания. Конец этой стрелы быстро растёт, крутится и раскачивается из стороны в сторону, пока не найдёт новую опору или место.
Семена саркостеммы, как и у прочих растений семейства ластовнёвых, хотя и довольно крупные, но имеют большой парашют (пучок волосков). Благодаря своему строению отдельные семена могут при помощи ветра (анемохория) распространяться на большие расстояния либо в полёте, либо по поверхности почвы, как перекати-поле. Главный недостаток этих семян — быстрая потеря всхожести. Их жизненная сила рассчитана на один сезон.
В отличие от большинства ластовнёвых, саркостеммы имеют не очень крупные цветки, собранные в небольшие соцветия — зонтики на коротких черешках. Способностью к цветению обладают молодые побеги последнего сезона прироста. Цветки не очень яркие, от оливковых до коричнево-бордовых. Как у всех ластовнёвых, это правильной формы пятиконечные звёзды (размер каждой 4-9 мм в зависимости от вида), при этом — не зловонные, иногда почти без запаха или даже приятно пахнущие цитроном или сладким нектаром, что скорее сближает их с родом Hoya, чем с другими суккулентными родами семейства ластовнёвых. Весьма сильно отличается от прочих видов Sarcostemma insigne — как правило, зонтичные соцветия у неё редуцированы до одного-двух цветкового, а размер каждого цветка превосходит прочие виды в три-четыре раза и достигает 15-18 мм. По форме и размеру цветка этот вид напоминает скорее Гуернии, чем прочие саркостеммы.
Очень близкие к Саркостемме два рода — Цинанхум (Cynanchum) и Фолотзия (Folotsia) — растущие иногда в соседних ареалах, а иногда даже сожительствующие вместе. Из-за своего сложного номенклатурного положения эти три рода в последние двадцать лет являются предметом споров для исследователей-систематиков. Одни из них сливают все три рода в один (Cynanchum), другие, наоборот, разделяют до трёх или даже четырёх родов, а третьи — просто перемещают разные виды из одного рода другой. Именно это и может приводить к путанице, когда одно и то же растение фигурирует в культуре (или в литературе) под тремя и более различными названиями. Например, Sarcostemma grandidieri, она же Cynanchum floriferum или Folotsia floribunda.

## Саркостемма в комнатной культуре
Эти оригинальные растения в комнатной культуре встречаются очень редко или почти никогда. Возможно, только единицы любителей или энтузиастов могут похвастаться хотя бы одним экземпляром саркостеммы у себя на подоконнике. Причина этого не в редкости или капризности этих безлистных лиан, а в их декоративных качествах. Несмотря на сочно-зелёный цвет голых стеблей, растения имеют для неискушённого глаза несколько куцый вид, цветы у них довольно мелкие, невнимательный человек может и не заметить, кроме того, саркостемма весьма быстро растёт и (если не погибнет) уже через два года занимает очень много места, активно вьётся и пытается захватить соседнее пространство.
В культуре саркостеммы не требуют специального ухода, они выносливы и неприхотливы и их выращивание не вызывает серьёзных затруднений. Саркостемма — типичный быстрорастущий суккулент, ксерофит, любящий обильный полив весной и летом (в период активного роста) и прохладную полусухую зимовку. При возможности в тёмное время года желательна подсветка люминесцентными (галогенными или натриевыми) лампами. Это поддерживает иммунную систему растения и уменьшает риск гибели растения зимой. Также неплохо было бы защищать растения от восходящих потоков сухого воздуха от батарей центрального отопления. Впрочем, такая рекомендация имеет универсальный характер. Ни одному растению такой поток воздуха не полезен. Наиболее эффектно смотрятся саркостеммы как ампельные растения в подвесных горшках или на высоких подставках. В целом, культура саркостеммы в комнатных условиях напоминает выращивание хойи (или воскового плюща) — особенно суккулентных её видов, таких как Hoya obovata, kerrii или australis, а также многих видов более известного рода церопегия. Наиболее пригодны для комнатной культуры Sarcostemma viminale (вьющийся вид), vanlessenii (свисающий) и stolonifera (ползающий).

## Виды
По информации базы данных The Plant List, род включает 20 видов:
- Sarcostemma acidum (Roxb.) Voigt
- Sarcostemma andinum (Ball) R.W.Holm
- Sarcostemma angustissimum (Andersson) R.W.Holm
- Sarcostemma arenarium Decne. ex Benth.
- Sarcostemma bilobum Hook. & Arn.
- Sarcostemma clausum (Jacq.) Schult.
- Sarcostemma crispum Benth.
- Sarcostemma cynanchoides Decne.
- Sarcostemma elegans Decne.
- Sarcostemma glaucum Kunth
- Sarcostemma hirtellum (A.Gray) R.W.Holm
- Sarcostemma lindenianum Decne.
- Sarcostemma lobatum Waterf.
- Sarcostemma madagascariense Desc.
- Sarcostemma pearsonii N.E.Br.
- Sarcostemma refractum (Donn.Sm.) L.O.Williams
- Sarcostemma secamone (L.) Bennett
- Sarcostemma stocksii Hook.f.
- Sarcostemma torreyi (A.Gray) Woodson
- Sarcostemma welwitschii Hiern